# Steve Tuttle
Steve Walter Tuttle (né le 5 janvier 1966 à Vancouver dans la province de Colombie-Britannique au Canada) est un joueur professionnel canadien de hockey sur glace. Il évoluait au poste d'ailier droit.

## Carrière de joueur
Issu des Sockeyes de Richmond de la British Columbia Junior Hockey League (BCJHL), il joue quatre ans à l'Université du Wisconsin pour l'équipe des Badgers. Après avoir terminé ses études, il part jouer dans la Ligue nationale de hockey en 1988 avec les Blues de Saint-Louis, équipe qui l'a repêché en 1984.
Le 22 mars 1989, alors que les Blues affrontent les Sabres de Buffalo, son patin atteint accidentellement la gorge du gardien de but Clint Malarchuk après être tombé vers le but et le gardien alors qu'il s'apprêtait à recevoir une passe. La coupure à la gorge de Malarchuk est grave mais parvient à frôler la mort.
Après des performances de 25 et 22 points à ses deux premières saisons chez les Blues, il finit par être cédé aux Rivermen de Peoria dans la Ligue internationale de hockey en 1990-1991 et joue majoritairement dans cette ligue mais joue tout de même 20 parties dans la LNH. Il n'a cependant plus rejoué une partie dans la LNH depuis, ne jouant que dans les ligues mineures jusqu'en 1998, année où il se retire.

## Statistiques
Pour les significations des abréviations, voir Statistiques du hockey sur glace.
| Saison     | Équipe                | Ligue      |     | Saison régulière | Saison régulière | Saison régulière | Saison régulière | Saison régulière |   | Séries éliminatoires | Séries éliminatoires | Séries éliminatoires | Séries éliminatoires | Séries éliminatoires |
| Saison     | Équipe                | Ligue      | PJ  | B                | A                | Pts              | Pun              | PJ               | B | A                    | Pts                  | Pun                  |                      |                      |
| 1983-1984  | Sockeyes de Richmond  | BCJHL      | 46  | 46               | 34               | 80               | 22               | -                | - | -                    | -                    | -                    |                      |                      |
| 1984-1985  | Badgers du Wisconsin  | NCAA       | 28  | 3                | 4                | 7                | 0                | -                | - | -                    | -                    | -                    |                      |                      |
| 1985-1986  | Badgers du Wisconsin  | NCAA       | 30  | 2                | 10               | 12               | 2                | -                | - | -                    | -                    | -                    |                      |                      |
| 1986-1987  | Badgers du Wisconsin  | NCAA       | 42  | 31               | 21               | 52               | 14               | -                | - | -                    | -                    | -                    |                      |                      |
| 1987-1988  | Badgers du Wisconsin  | NCAA       | 45  | 27               | 39               | 66               | 18               | -                | - | -                    | -                    | -                    |                      |                      |
| 1988-1989  | Blues de Saint-Louis  | LNH        | 53  | 13               | 12               | 25               | 6                | 6                | 1 | 2                    | 3                    | 0                    |                      |                      |
| 1989-1990  | Blues de Saint-Louis  | LNH        | 71  | 12               | 10               | 22               | 4                | 5                | 0 | 1                    | 1                    | 2                    |                      |                      |
| 1990-1991  | Blues de Saint-Louis  | LNH        | 20  | 3                | 6                | 9                | 2                | 6                | 0 | 3                    | 3                    | 0                    |                      |                      |
| 1990-1991  | Rivermen de Peoria    | LIH        | 42  | 24               | 32               | 56               | 8                | -                | - | -                    | -                    | -                    |                      |                      |
| 1991-1992  | Rivermen de Peoria    | LIH        | 71  | 43               | 46               | 89               | 22               | 10               | 4 | 8                    | 12                   | 4                    |                      |                      |
| 1992-1993  | Citadels d'Halifax    | LAH        | 22  | 11               | 17               | 28               | 2                | -                | - | -                    | -                    | -                    |                      |                      |
| 1992-1993  | Admirals de Milwaukee | LIH        | 51  | 27               | 34               | 61               | 12               | 4                | 0 | 2                    | 2                    | 2                    |                      |                      |
| 1993-1994  | Admirals de Milwaukee | LIH        | 78  | 27               | 44               | 71               | 34               | 4                | 0 | 2                    | 2                    | 4                    |                      |                      |
| 1994-1995  | Admirals de Milwaukee | LIH        | 21  | 3                | 1                | 4                | 8                | -                | - | -                    | -                    | -                    |                      |                      |
| 1994-1995  | Rivermen de Peoria    | LIH        | 38  | 14               | 13               | 27               | 14               | -                | - | -                    | -                    | -                    |                      |                      |
| 1995-1996  | Admirals de Milwaukee | LIH        | 81  | 32               | 35               | 67               | 36               | 5                | 1 | 2                    | 3                    | 0                    |                      |                      |
| 1996-1997  | Admirals de Milwaukee | LIH        | 71  | 25               | 19               | 44               | 20               | 3                | 1 | 1                    | 2                    | 2                    |                      |                      |
| 1997-1998  | Admirals de Milwaukee | LIH        | 37  | 7                | 6                | 13               | 26               | 10               | 3 | 4                    | 7                    | 2                    |                      |                      |
| Totaux LNH | Totaux LNH            | Totaux LNH | 144 | 28               | 28               | 56               | 12               | 17               | 1 | 6                    | 7                    | 2                    |                      |                      |

## Trophées et honneurs personnels
- 1987-1988 : 
  - nommé dans la deuxième équipe d'étoiles de la WCHA.
  - nommé dans la deuxième équipe d'étoiles de la région Ouest dans la NCAA.
- 1991-1992 : nommé dans la première équipe d'étoiles de la LIH.